# Comité Econòmic i Social de la Comunitat Valenciana
El Comité Econòmic i Social de la Comunitat Valenciana és un ens consultiu del Govern Valencià i, en general, de les institucions públiques de la Comunitat Valenciana, en matèries econòmiques, sociolaborals i d'ocupació.